# Station Old Hill
Old Hill is een spoorwegstation van National Rail in Old Hill, Sandwell in Engeland. Het station is eigendom van Network Rail en wordt beheerd door West Midland Trains. Het station is geopend in 1866.